# Timothy Pickering
Pour les articles homonymes, voir Pickering (homonymie).
Timothy Pickering, né le 17 juillet 1745 à Salem (Province de la baie du Massachusetts) et mort le 29 janvier 1829 dans la même ville, est un avocat et homme politique américain, notamment secrétaire d'État des États-Unis de 1795 à 1800, durant les présidences de George Washington et John Adams.

## Biographie
Né en 1745 à Salem, dans le Massachusetts, il est le fils de Deacon Timothy et Mary Wingate Pickering, qui ont neuf enfants, dont un autre, John Pickering, élu à la Chambre des représentants du Massachusetts. Il fait des études à l'université Harvard où il est perçu comme « turbulent et forte tête ». Il entre dans l'Armée continentale en 1766 et la quitte en 1785 avec le grade de colonel.
Il devient avocat en 1768, puis se fait élire juge, et en 1776 épouse Rebecca White, de Salem.
Il est par ailleurs capitaine de la milice, puis en décembre 1776 dirige un de ses régiments vers New York, où le général George Washington le nomme adjudant général. Il surveille la fabrication de la chaîne géante qui empêche la Royal Navy de remonter le fleuve Hudson et se distingue par ses qualités de logisticien durant toute la guerre d'indépendance.
Après la guerre, il est pris en otage pendant 19 jours par des colons du Connecticut qui voulaient s'installer dans une vallée à l'ouest de la Pennsylvanie et qu'il était charger d'évincer, puis est chargé de négocier avec les iroquois le traité de Canandaigua en 1794.
George Washington, qui connaît son efficacité, fait entrer Pickering au gouvernement en 1791 où il est responsable des postes jusqu'en 1795. Brièvement secrétaire à la Guerre des États-Unis en 1795, pilier du Parti fédéraliste, il est secrétaire d'État des États-Unis de 1795 à 1800. Selon le biographe Gerald Clarfield, il est « tempéré, droit, franc » mais le qualifie toutefois d'« anglophile agressif », qui a une mauvaise image des Français.
Après une querelle avec le président John Adams concernant les relations avec la France, il doit démissionner en mai 1800 et fait en 1802 partie de ceux qui proposent une sécession de la Nouvelle-Angleterre. Devenu sénateur fédéral du Massachusetts en 1803, il perd son siège en 1811, avant d'accomplir deux mandats à la Chambre des représentants des États-Unis entre 1813 et 1817. Il se retire dans sa ville de naissance pour se consacrer à l'agronomie, et il y meurt à l'âge de 83 ans.